# حقوق الإنسان في إفريقيا
عموماً يعد وضع حقوق الإنسان في إفريقيا متراجعًا وسيئًا، وتبعاً لمراقبي الأمم المتحدة والمنظمات غير الحكومية فإنه يُنظر إليه بعين القلق.
ما زال الجانب القانوني لحقوق الإنسان جديد نسبياً في إفريقيا. لعب كل من نظام الأمم المتحدة والقانون الدولي والاتحاد الإفريقي دوراً في إرساء منظومة حقوق الإنسان على القارة، وهو ما انعكس إيجاباً وبفعل الضرورة الملحة نحو تحسين حقوق الإنسان والعدالة. ولكن بقيت بعض الوعود المقطوعة حول هذه الحقوق حبراً على ورق، رغم ضمان الهيئات العالمية والقارية والإقليمية والوطنية لهذه الحقوق.
يُلاحظ ازدياد عدد الحكومات الديمقراطية ولكنها ما زالت أقلية. تعترف كثير من الدول الإفريقية بصيانة وتقديم حقوق الإنسان لجميع مواطنيها اسمياً، ولكن في حقيقة الأمر وعند أخذ الناحية التطبيقية بعين الاعتبار لا يُعترف بهذه الحقوق دوماً.
ما زالت تقع حالات خرق حقوق الإنسان على نطاق واسع في أجزاء عديدة من إفريقيا، وغالباً ما تقع تحت أعين الدولة. تُعزى معظم هذه الخروق إلى الاضطرابات السياسية، التي غالباً ما تُمثل أحد «الآثار الجانبية» للحرب الأهلية. من أبرز الدول الإفريقية التي قامت بخروقات كبيرة ساحل العاج والسودان وغيرها. تفيد التقارير بوقوع حالات إعدام دون وجود أمر قضائي والتشويه والاغتصاب.
الحقوق الإنجابية محدودة في كثير من بلدان القارة لعدم توفر مصادر تنظيم الأسرة والوصول المحدود لتحديد النسل.
تساهم الأمم المتحدة والقانون الدولي والاتحاد الإفريقي في إرساء نظام حقوق الإنسان في إفريقيا، ما أثر بالإيجاب على تحسين حالة حقوق الإنسان في القارة. لا تزال، مع ذلك، تتواجد انتهاكات كبيرة بشأن حقوق الإنسان في مناطق كثيرة من القارة. قد تُعزى معظم الانتهاكات إلى عدم الاستقرار السياسي (نتيجة للحرب الأهلية)، والتمييز العنصري، والفساد، وما بعد الاستعمارية، والندرة الاقتصادية، والجهل، والمرض، والتعصب الديني، والديون وسوء الإدارة المالية، واحتكار السلطة، وانعدام أو غياب استقلال القضاء والصحافة، والنزاعات الحدودية. لا يزال العديد من الأحكام الواردة في الاتفاقات الإقليمية والوطنية والقارية والعالمية غير منجزة.

## النظام الإفريقي لحقوق الإنسان
يتألف، الميثاق الإفريقي، وهو وثيقة لحقوق الإنسان، من 68 مادة، مقسمة إلى أربعة أقسام: حقوق الإنسان والشعوب، والواجبات، وإجراءات المفوضية الإفريقية، والمبادئ القابلة للتطبيق. يدمج الميثاق الإفريقي مجموعات الحقوق الثلاث، وهي الحقوق المدنية والسياسية، والحقوق الاقتصادية والاجتماعية والثقافية، وحقوق الجماعات والشعوب. يفرض الميثاق الإفريقي التزامات على أفراد كل مجتمع إفريقي، ويربط بين أفكار حقوق الإنسان، وحقوق الشعوب، والواجبات المفروضة على الشعوب.
تُعد اللجنة الإفريقية لحقوق الإنسان والشعوب الهيئة المكلفة بتفسير الميثاق، وكذلك التحقيق في الشكاوى الفردية. تأسست اللجنة الإفريقية لحقوق الإنسان والشعوب على أساس المادة 30 من الميثاق، وافتتحت عملها في نوفمبر 1987. تجتمع اللجنة الإفريقية لحقوق الإنسان والشعوب مرتين في السنة، ويوجد مقر أمانتها في مدينة بانجول (عاصمة غامبيا).

## حقوق المرأة الإفريقية
أُجريت تحسينات كبيرة بشأن تعزيز حقوق المرأة الإفريقية والمشاركة السياسية للمرأة على الصعيدين الوطني والمحلي. تبنت القارة عددًا من الآليات القانونية، كبروتوكول مابوتو، وعددًا من الإعلانات، كإعلان الاتحاد الإفريقي الرسمي بشأن المساواة بين الجنسين في إفريقيا، وعددًا من القرارات الرامية إلى ضمان حقوق المرأة. أنشأت هذه الأدوات العديد من هيئات الرصد لضمان تحقيق غايات المرأة الإفريقية. تواجه المرأة الإفريقية، رغم ذلك، تحديات عبثية في مجال الاقتصاد، وفي حياتها الاجتماعية، وفي مواقعها داخل المجتمع المحلي، وتحديدًا عندما يتعلق الأمر بالرعاية الصحية والتعليم. تعاني المرأة الإفريقية من النقص في الرعاية الصحية، والوعي بوسائل منع الحمل، وفهم عمليات الإجهاض الآمنة، وذلك بسبب البنى الصحية الأساسية الهزيلة في القارة، ما يجعل من الصعب على النساء الوصول، على نحو كافٍ، إلى العيادات الصحية. تأتي المرأة الإفريقية، علاوة على ذلك، خلف الرجل الإفريقي، في ما يتعلق بسهولة الحصول على الأرض والموارد الأخرى واستخدامها والسيطرة عليها، ما يجعلها غير قادرة على الدفاع عن نفسها في حالات الصراع وغير محمية في أوقات الكوارث.
يرسي بروتوكول مابوتو قيم حقوق الإنسان للمرأة في إفريقيا. يميز وصف العنف ضد المرأة في هذه المعاهدة بين الاعتداء الجسدي والنفسي وكذلك التهديد باستخدام القسوة والسادية. يحدد البروتوكول دور المرأة في الحياة السياسية والعامة مع حث الأطراف المختلفة في الدول بتخصيص المزيد من الوقت والمال للتشريعات والإجراءات الأخرى التي قد تضمن التمثيل المتساوي للمرأة والرجل في عملية صنع القرار.
ينص البروتوكول على الحظر القانوني لختان الإناث، وكذلك الموافقة على الإجهاض في حالات الاغتصاب، وسفاح المحارم، والعنف الجنسي، واستمرار الحمل الذي يهدد الصحة العقلية والجسدية للأم أو الجنين. يُعد البروتوكول أيضًا أول اتفاق دولي لحقوق الإنسان يتحدث بشكل لا لبس فيه عن فيروس نقص المناعة البشرية (الإيدز). تتناول أحكام أخرى في البروتوكول الممارسات الراسخة ذات الأثار المدمرة، وزواج القاصرات، وتعدد الزوجات، والميراث، والتمكين الاقتصادي للمرأة، ومشاركة المرأة في الحياة السياسية، والتعليم، ووضع المرأة في حالة النزاعات المسلحة.

## حقوق الأطفال
تشمل الحقوق الأساسية للأطفال المُعترف بها دولياً توفير مياه نظيفة للشرب وتعليم أساسي. بيد أن معظم بلدان إفريقيا جنوب الصحراء ما زالت بعيدة عن تقديم هذه الحقوق لجميع أطفالها.